# Carex flaccosperma
Carex flaccosperma är en halvgräsart som beskrevs av Chester Dewey. Carex flaccosperma ingår i släktet starrar, och familjen halvgräs. Inga underarter finns listade i Catalogue of Life.